# マプサウラー
マプサウラー（古希: Μαψαύρα, Mapsaurā, 英: Mapsaura）は、ギリシア神話に登場するニュムペーの、ヘスペリデスの1人である。日本語では長母音を省略してマプサウラとも表記される。

## 概要
マプサウラーの名は「突風」や「疾風」の意であり、この語はヘーシオドスが『神統記』において怪物テューポーンから生まれた暴風について触れた際に μαψ αύραι として現れている。
古代の陶画家ドゥリスは大英博物館に所蔵されているアッティカ赤絵式のピュクシスにおいて、ヘスペリスの園に生える黄金の林檎と思しき木とともに3人のニュムペーを描いており、ドゥリスは彼女たちの名前をヒッポリュテー、マプサウラー、テティスとしている。神話学者カール・ケレーニイは彼女たちの中で特にマプサウラーを取り上げ、エピメニデースがヘスペリデスとハルピュイアを同一視したことから、風と関係の深い名前を持つ彼女をハルピュイアと同一視されたヘスペリデスであると指摘している。